# Cointreau
Cointreau és una marca comercial d'un licor que, actualment, ha passat a ser una denominació comú i habitual del Triple sec. L'empresa que la comercialitza va ser creada el 1849.
És una beguda alcohòlica d'alta graduació (40%) que se sol servir amb alguns còctels, com pot ser el Margarita.
L'ampolla en el que es comercialitza és de forma curiosa: és de forma quadrada, amb els cantells arrodonits i de color taronjós.

## Característiques i ingredients
És un licor obtingut a partir de la destil·lació de pells de taronja de diverses varietats, tant dolces com amargants. Degut a les seves característiques queda classificat dins dels alcohols blancs.